# Фрідріх Вільгельм Браун
Фрідріх Вільгельм Браун (порт. Friedrich Wilhelm Braun, 18 липня 1941 — 2 лютого 2025) — бразильський баскетболіст.
Учасник Олімпійських Ігор 1964 року.